# Маркос, Сандро
Фердинанд Александр Аранета Маркос III (англ. Ferdinand Alexander "Sandro" Araneta Marcos III, более известный как Сандро Маркос; род. 7 марта 1994, Лаоаг) — филиппинский политик, член палаты представителей Филиппин с 30 июня 2022 года от «Националистической партии». Сын действующего президента Филиппин Бонгбонг Маркоса и внук президента Фердинанда Маркоса.

## Биография
Родился 7 марта 1994 году в городе Лаоаг в семье политика и будущего президента Филиппин Бонгбонг Маркоса и первой леди Лизы Аранета Маркос. Внук 10-го президента Филиппин Фердинанда Маркоса и его жены Имельды Маркос по отцовской линии и баскетболиста Мануэля Аранета по материнской.
Начальное образование получил на Филиппинах в школах «Don Sergio Osmeña Senior Memorial National High School» и «Padre Annibale School». В 2006 году переехал в Великобританию, где продолжил учиться в школе Уорта. В 2016 году получил степень бакалавра международных отношений в Лондонском городском университете, а в 2017 году степень магистра в Лондонской школе экономики.
Работал в аппарате своего двоюродного дяди Мартина Ромуальдеса, бывшего лидером большинства в палате представителей. В 2022 году победил на выборах в палату представителей в 1-м избирательном округе провинции Северный Илокос, опередив действующего депутата Риа Кристину Фариньяс. 26 июля стал старшим заместителем лидера большинства палаты представителей. В ноябре в соавторстве с Мартином Ромуальдесом представил закон о создании филиппинского суверенного фонда, который был одобрен 12 декабря.